# والگرگنتینو
والگرگنتینو (به ایتالیایی: Valgreghentino) یک کومونه در ایتالیا است که در استان لکو واقع شده‌است. والگرگنتینو ۶٫۳ کیلومتر مربع مساحت و ۳٬۴۳۱ نفر جمعیت دارد و ۳۰۴ متر بالاتر از سطح دریا واقع شده‌است.

## خواهرخوانده
شهر Saint-Rémy-en-Rollat خواهرخواندهٔ والگرگنتینو هست.